# Campo di lavoro di Zgoda

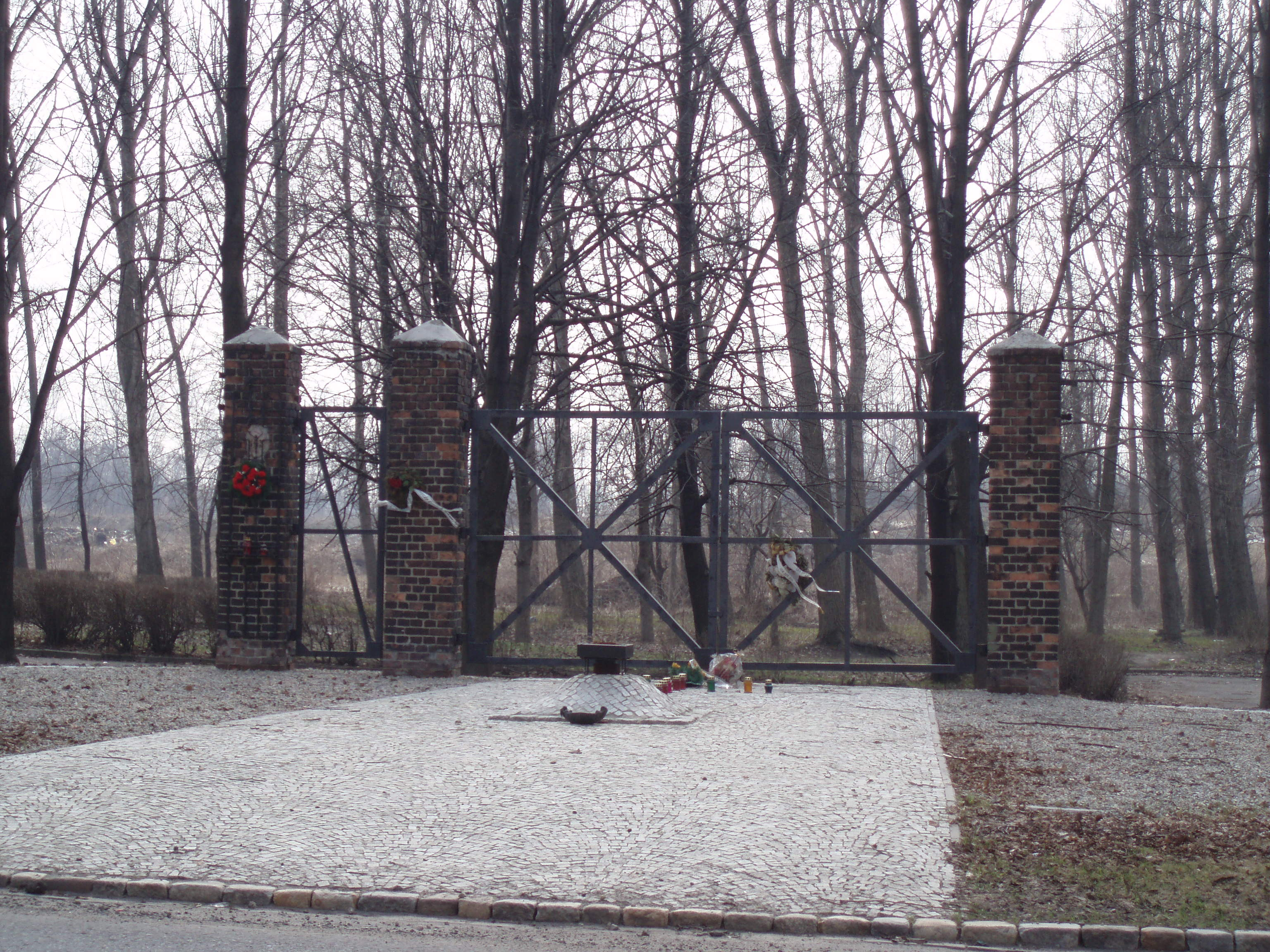
Campo Zgoda, ingresso principale - monumento

Il campo di lavoro di Zgoda, a Świętochłowice, fu un campo di concentramento della Polonia comunista che operò nel 1945. Era uno dei 1.255 campi di concentramento per tedeschi nella Polonia comunista.
Il campo fu aperto nel febbraio 1945 e continuò a funzionare fino a novembre sotto la giurisdizione del Ministero polacco della pubblica sicurezza e sotto il comando di Salomon Morel.
Da quando fu aperto, circa 6.000 persone, inclusi bambini, vi furono rinchiusi. La maggior parte dei prigionieri erano civili: prigionieri politici, tedeschi, alcuni polacchi e almeno 38 persone di altra nazionalità. Spesso interi villaggi venivano mandati nel campo di concentramento. Almeno 1.855 persone persero la vita nel 1945, molti a causa delle epidemie di tifo: solo in agosto morirono 600 persone. Gli internati erano sistematicamente maltrattati e torturati.
Il campo fu considerato uno dei più crudeli crimini commessi da Stalin contro la popolazione della Slesia. Salomon Morel, ebreo staliniano, si nascose dal 1994 in Israele e prima della sua morte avvenuta in Israele nel 2007 fu ricercato dalle autorità polacche per crimini di guerra e crimini contro l'umanità. La Polonia ha richiesto due volte l'estradizione.